# Goryczka przezroczysta
Goryczka przezroczysta (Gentiana frigida Haenke) – gatunek rośliny należący do rodziny goryczkowatych. Występuje w Karpatach, wschodnich Alpach oraz w górach Bułgarii. W Polsce występuje jedynie w Tatrach. Na Słowacji spotykana jest na obszarze Niżnych Tatr. Roślina rzadka. Łacińska nazwa gatunkowa „frigida” oznaczająca zimny wskazuje na występowanie rośliny w bardzo surowym, zimnym klimacie wysokogórskim. Nazwa zwyczajowa czasem jest zapisywana jako goryczka przeźroczysta.

## Morfologia

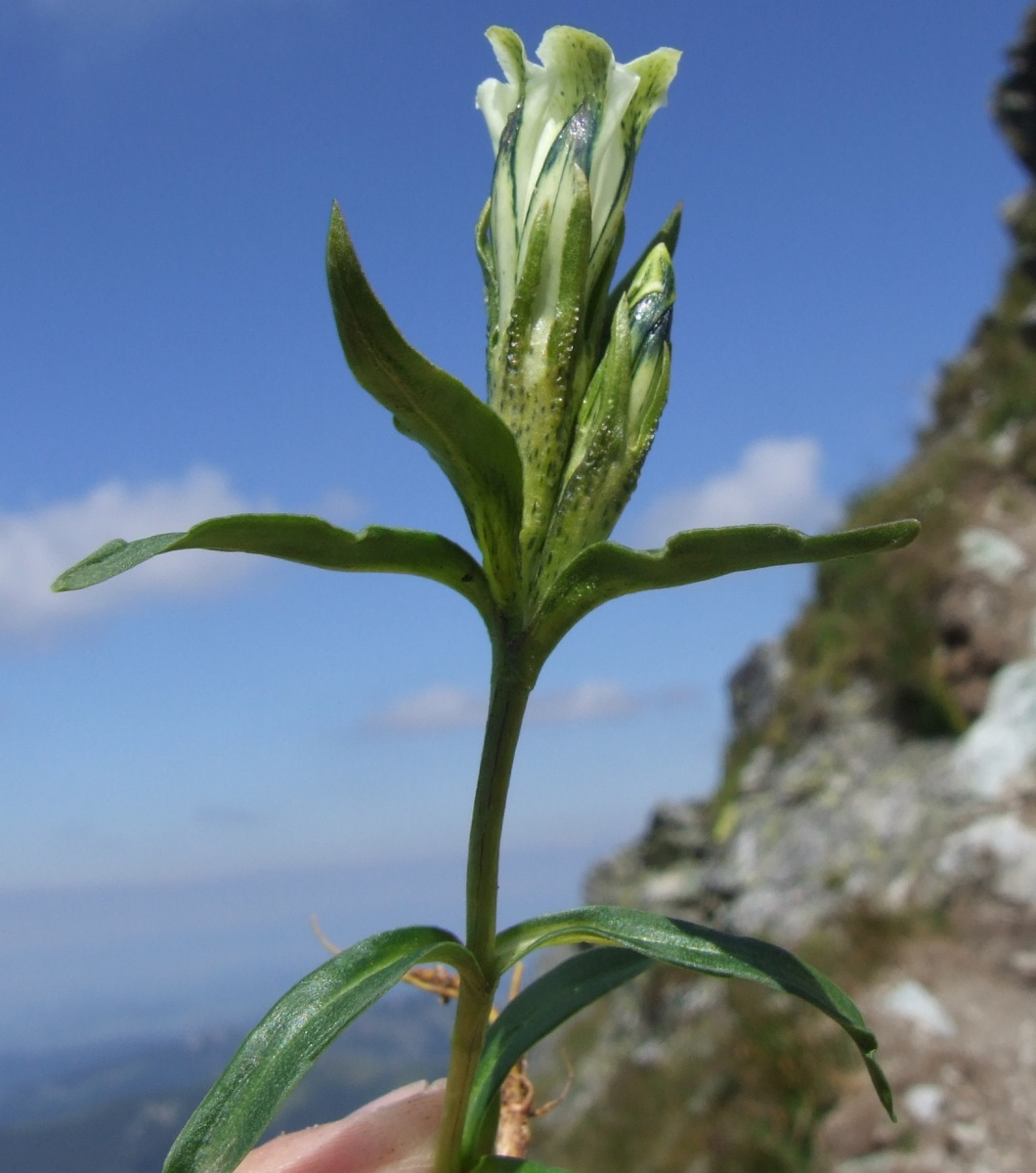
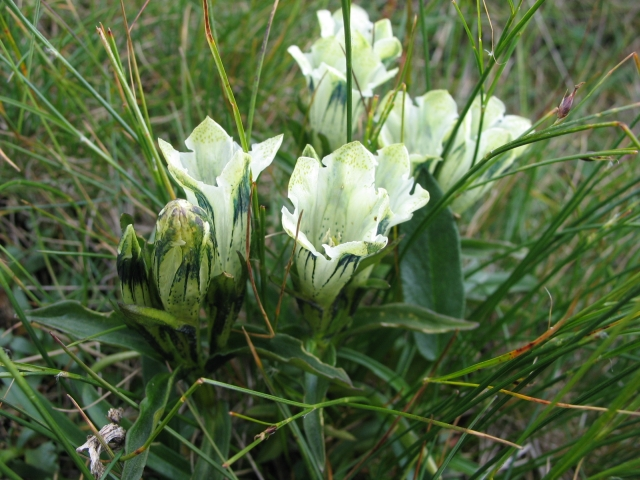
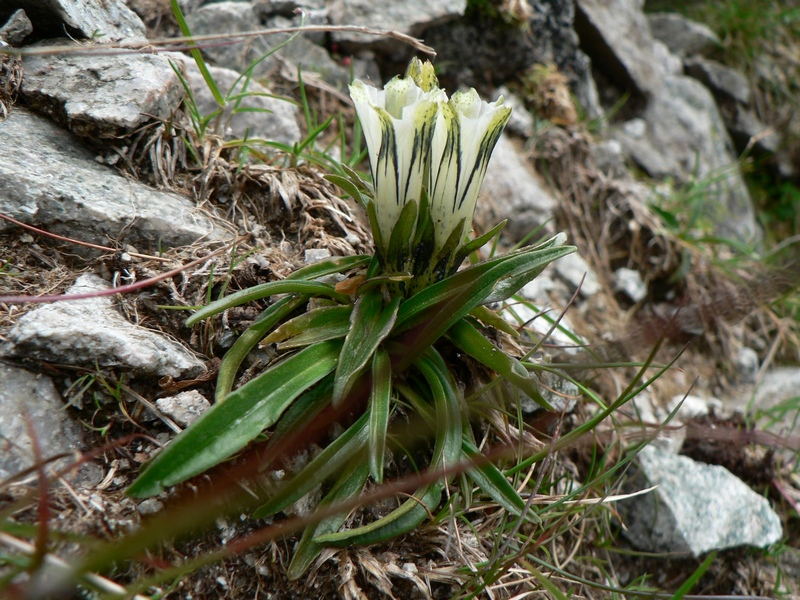

ŁodygaBardzo krótka, wzniesiona i nierozgałęziona, naga. Ma skrócone międzywęźla. Jej wysokość wraz z kwiatem wynosi 5–15 cm. Pod ziemią posiada krótkie kłącze.
LiścieRównowąskie o długości 2–6 cm, przeważnie 1-nerwowe, wyjątkowo tylko 3-nerwowe. Przyziemne liście tworzące różyczkę mają krótkie ogonki, wyrastające naprzeciwlegle liście łodygowe mają nasady zrośnięte parami w rurkę otaczającą łodygę.
KwiatyWyrastają po 2–3 na szczycie krótkiej łodygi. Są duże w stosunku do niewielkiej roślinki, mają długość 3–4 cm, rurkowatodzwonkowy kielich o lancetowatych, tępych działkach niejednakowej długości. Korona rurkowatodzwonkowa, złożona z 5 białożółtych płatków z brudnoniebieskimi plamkami, o trójkątnych, nierozchylonych łatkach, pomiędzy którymi występują błoniaste fałdy. Pręciki zrośnięte nitkami  z rurką korony.
OwocEliptyczna torebka na długim trzonku zawierająca liczne, elipsowate nasiona o błoniastych listewkach.

## Biologia i ekologia
Bylina, hemikryptofit. Kwitnie od lipca do sierpnia. Siedlisko: wysokogórskie hale, murawy i skały. Typowa roślina wysokogórska (orofit), w Tatrach występuje głównie w najwyższym piętrze turniowym, rzadko w piętrze halnym. Rośnie na podłożu bezwapiennym (na granicie). Gatunek charakterystyczny dla klasy (Cl.) Juncetea trifidi, Ass. Oreochloetum distichae.

## Zagrożenia i ochrona
W Polsce roślina objęta ścisłą ochroną gatunkową. Liczba jej stanowisk w Polsce nie przekracza 50, wszystkie znajdują się na obszarze Tatrzańskiego Parku Narodowego. Generalnie nie jest zagrożona, jedynie niektóre jej stanowiska występujące przy szlakach turystycznych narażone są na zniszczenie przez zadeptywanie (np. na Kasprowym Wierchu).